# Alan Wake's American Nightmare
『Alan Wake's American Nightmare』（アランウェイクズ アメリカンナイトメア）は、 レメディー・エンターテインメントが開発し、Microsoft Studiosが販売したコンピュータゲーム。本作は、前作『Alan Wake』のダウンロード専用のフォローアップであるが、それ自体は続編ではなく、ユニバース内のスピンオフとして機能している。本作はXbox 360向け作品であり、2012年2月22日に世界配信された。Microsoft Windows版は、北米では2012年5月22日、ヨーロッパでは2012年6月29日、オーストラリアでは2012年11月15日に配信された。
前作のように本作も主に肯定的なレビューを受けた。

## ゲームプレイ
Alan Wake's American Nightmareは、Alan Wakeと同じ戦闘メカニズムを利用している。アランは懐中電灯を持っており、武器を撃つ前に敵に一定時間懐中電灯の光を当てる必要がある。 American Nightmareはより戦闘に重点を置いており、より多くの弾薬と、マシンガン、ネイルガン、クロスボウ、コンバットショットガンなどのさまざまな武器が登場する。一部の武器は、マップ内の各所に置かれたケースからアンロックできるものもあり、各ケースを開くには一定数の原稿ページを入手する必要がある。収集可能なページはAlan Wakeでも存在していたが、物語の追加要素としての役割を果たしていただけであった。
ゲームはまた、アランが難易度が上昇していくウェーブ式で襲ってくる敵に立ち向かうアーケードモードを搭載している。倒すことに成功すると新しいアーケードマップが解放されるが、使用可能な武器はストーリーモードで回収したページ数によって決まる。

## あらすじ

### 設定とキャラクター
Alan Wake's American Nightmareは、犯罪小説の元ベストセラー作家アラン・ウェイクを中心に展開している。ワシントン州ブライトフォールズの小さな町への休暇中に、アランは闇の存在として知られる超自然的な存在に遭遇し、それは物語の出来事を現実に変えることによってそれに力を与えるホラー小説の原稿を書くことを彼に強いた。これは、ブライトフォールズ近くの火山湖「コールドロンレイク」の下にある主観的な代替次元「ダークプレイス」の力によって発生していた。アランは最終的に、原稿のエンディングを変更して闇の存在を倒すことに成功し、ブライトフォールズを解放して闇の存在を破壊するが、アランはダークプレイス内に閉じ込められてしまった。
Alan Wake's American Nightmar'は、コールドロンレイクの力によって作られたアランの分身ミスタースクラッチに焦点を当てている。ゲーム中のイベントで、アランの失踪後にアランの誤った噂が広まったときにミスタースクラッチが作られたことが明らかになった。ダークプレイスの力は、この誤った情報をアランの邪悪な分身ミスタースクラッチの形で現実に変えてしまった。ミスタースクラッチはダークプレイスの未知の存在に仕えており、その力を使って地球を闇に沈めようとしている。アランは人類、特に彼の妻アリス・ウェイクを守るためにミスタースクラッチを倒そうとする。闇の存在のように、ミスタースクラッチは人間に取り付き、彼らを光に照らされたときにのみ殺すことができる異形「闇に支配された者」に変える力を持っている。
ゲームの舞台は、アランの著作によって生まれた架空の町「ナイトスプリングス」である。町の中でアランは、自動車整備士のエマ・スローン、天文学者のレイチェル・メドウズ博士、美術学芸員のセレナ・バルディビアなど、ミスタースクラッチを阻止するという彼の使命を支援する数人の住人と出会う。他にも、アランの友人でエージェントのバリー・ウィーラー、Alan Wakeの出来事中にアランを支援したブライトフォールズのヘヴィメタルミュージシャンで、現在バリーが彼らのカムバックツアーでマネジメントをしているアンダーソン兄弟がカメオ出演している。

### プロット
American Nightmareのプロットは、『トワイライト・ゾーン』のスタイルを踏襲し、『Alan Wake』でのテレビ画面でも登場した架空のテレビ番組「Night Springs」のエピソードのナレーションによって縁どられている。エピソードは、アランの友人で元エージェントのバリー・ウィーラーのホテルの部屋のテレビ画面に表示される。ナレーションは、アランが闇の力によって作られたアランの邪悪な分身である「闇の使者」ミスタースクラッチを追っていることを説明する。スクラッチは、妻のアリスを含めてアランが愛するものをすべて奪うことを決意している。「光の闘士」としてのアランは、現実を書き換える能力を持っており、ワシントンのコールドロンレイクからの脱出を書くことができた。彼はアリゾナ州ナイトスプリングスの小さな町の近くに行き着き、2年近く現実の世界から行方不明になっていたことを知る。
近くの油井やぐらは、ミスター スクラッチによって制御された闇に支配された者達の大群で溢れかえった。光を求めてアランは近くのモーテルに駆け寄り、そこで彼はエマ・スローンに出会う。エマは外見が同じであるアランを最初はミスター スクラッチだと思っており、アランにスクラッチが前の晩にモーテルに泊まってことを伝え、現実を変えてやぐらを破壊し闇に支配された者を止める手段となるタイプライターで書かれたページをアランに提供する。アランはページの指示に従い、油井やぐらによるシーンを変更する。これにより、隕石と衝突した人工衛星が地球に向かって飛んでいき、油井やぐらに衝突する。アランがこの作業を行っている間に闇の力はエマを吸収してしまう。
モーテルで見つけた手がかりと鍵のセットに続いて、アランは近くの天文台に向かった。そこでは、以前にミスター スクラッチにも会ったレイチェル・メドウズ博士が、衛星が軌道から外れる直前に送信された謎の信号を追跡していた。レイチェルはアランにミスタースクラッチがこの信号に非常に興味を持っていたと言い、アランはそれが彼を倒すための鍵を含んでいるに違いないと推測する。彼らが完全な信号を取得する前に、天文台の望遠鏡は闇に支配された者によって破壊される。アランが損傷を修復した後、信号の一部が通過し、それが物語のページに変換される。これは、アランがおそらく実装できる新しい現実であった。
このページは、近くのドライブインシアターにアランを向けさせ、そこで彼は闇の影響下にあるセレナ・バルディビアに出会う。電源を回復し、ライトのスイッチをオンにして彼女を解放した後、セレナはミスター スクラッチが太陽が二度と昇らないようにしようとしているとアランに話し、アランが現実を変えることができる投影室にセキュリティコードを渡す。アランは不完全なメッセージを使用して、新しい現実を設定しようとするが、メッセージは部分的なものであるため、新しい現実は有効にはならなかった。そして、ミスター スクラッチがほくそ笑みながら現れ、アランを数時間前に送り返した。アランは最終的に自分が死んで、ミスター スクラッチが自由に世界を奪えるようになるまで、ミスター スクラッチはアランを永遠にタイムループに閉じ込めておこうとしていることに気づく。
モーテルの近くで再び目を覚ましたアランは同じ動きの多くを繰り返した。エマとレイチェルは前回のループでの出来事の既視感をまだ持っており、彼のためにアランの以前の作業のいくつかを実行するのを助けた。今回は出来事を変えようと努力したにもかかわらず、エマは再び闇に飲み込まれてしまった。レイチェルは今回、信号のより長い部分を捉えることができたが、それでもまだ不完全であった。アランがドライブインシアターに戻ったとき、彼はまだ新しい現実を完成させることができておらず、ミスター スクラッチによって再び数時間前に送り返される。
アランは3回目も同じ行動を繰り返すが、今回はエマを救い、レイチェルから完全なメッセージを受け取ることができた。彼は投影室で正しい一連の出来事をセットし、それがトリガーとなってプロジェクターにアリスが作った映画を映し出される。ミスター スクラッチが再び登場するが、アランが新しい現実を書くことに成功したことを発見し、彼は映画によって存在を焼き払われた。画面上では、アランが太陽に照らされた海岸線沿いでアリスと再会しているように見えるが、ナレーターはこれらの出来事が実際に起こったのか、それとも単にアランの想像の産物であったのか、疑問を呈する。
ポストクレジットシーンで、バリーはアランの声を聞いたと信じて急に目を覚ました。

## 開発
2011年5月9日、Althea Suarez Gataの履歴書に「Alan Wake 2」が掲載されたことで続編作品が示唆された。同日、その情報は彼女の履歴書から削除された。
2011年5月10日、レメディーのOskari Häkkinenは、発表の噂をリークしたJoystiqに対し、本作の公式発表が近づいていると語った。彼は本作は「Alan Wake 2」とはみなされないが、単なる追加コンテンツではないことを強調した。ハッキネンはそれ以上具体的な話はしなかった。
2011年12月10日のSpike Video Game Awards 2011で、本作の新しい予告編が上映された。ゲームは「Alan Wake's Night Springs」という名前のXbox 360ゲームになると推測されていた。ゲームの最初の画像は、2011年11月7日にGameInformerによって公開された。Video Game Awardsの直前に、IGNは正式なタイトルとともにゲームのスクリーンショットを公開した。
ゲームがMicrosoft Windows向けに発売されるという噂を受けて、レメディーは2012年5月上旬に2012年5月22日に同プラットフォームで利用可能になると発表しました。この移植は、レメディーが『Alan Wake』をWindowsプラットフォームに移植した数ヶ月後のことであった。

### サウンドトラック
『Alan Wake』の作曲家ペトリ・アランコが今作でも作曲を担当している。ライセンス楽曲にはゲームの物語で極めて重要な役割を果たすイギリスのインディー・ロックバンド「カサビアン」の曲『クラブ・フット』などがある。オルタナティブロックバンド「Poets of the Fall」も、ミスタースクラッチが登場する度に流れる『The Happy Song』と架空のバンド「Old Gods of Asgard」による『Balance Slays the Demon』の2つの新曲を作曲している。

## 評価
American Nightmareは好評を博している。IGNはゲームのスコアを8/10にし、本作の演出とアクション要素を賞賛する一方で、標準以下のストーリー、奇妙に書かれた会話、サスペンスの欠如を批判した。発売初週には、Xbox Liveでアーケードゲームのトップセールスを記録した。

## 続編
レメディーは本作が最後のAlan Wake作品ではなく、続編が開発中であると述べている。2013年5月、レメディーは現在、Alan Wakeの新作を開発しておらず、代わりにXbox One向けの新作ゲーム『Quantum Break』に注力していることを認めた。

## ノート
1. ↑  Microsoft Windows移植版はレメディーとニトロゲームズの共同開発